# Saarinen (sjö i Norra Savolax, lat 63,18, long 27,62)
Saarinen är en sjö i Finland. Den ligger i kommunerna Siilinjärvi och Lapinlax i landskapet Norra Savolax, i den centrala delen av landet, 400 km norr om huvudstaden Helsingfors. Saarinen ligger 109,1 meter över havet. I omgivningarna runt Saarinen växer i huvudsak blandskog. Den är 13,8 meter djup. Arean är 43,9 hektar och strandlinjen är 5,55 kilometer lång. Sjön  ingår i Vuoksens huvudavrinningsområde. 